# Akcijski film
Akcijski film je filmski žanr u kojem akcijske sekvence, poput borbe, kaskaderskih scena, borilačkih vještina, automobilskih potjera ili eksplozija, imaju prednost pred elementima kao što su karakterizacija ili kompleksna priča. Akcija obično uključuje individualne napore heroja, što je u suprotnosti s većinom ratnih filmova. Žanr je blisko povezan sa žanrom pustolovnih filmova, a spomenuti žanrovi mogu se podijeliti i na hibridne podžanrove, poput trilera, ZF-a, kriminalističke drame, ratnog filma, westerna i horora.

## Popularizacija akcijskog filma
Na Zapadu su tijekom 191920-ih i 1930-ih godina pustolovne filmove popularizirali glumci kao što su Douglas Fairbanks (1883. – 1939.) i Errol Flynn (1909. – 1959.), ali su okruženja obično bila povijesna. Fenomenalni uspjeh serijala o Jamesu Bondu u 60-ima i 70-ima pomogao je popularizirati koncept modernog akcijskog filma. Rani filmovi o Bondu karakterizirali su brzi rezovi, automobilske potjere, šakački obračuni i još razrađenije akcijske sekvence. Serijal je predstavio i domišljatog heroja koji je spreman onesposobiti zlikovce s unaprijed pripremljenom rečenicom koja obično uključuje samo jednu riječ.
Rani američki akcijski filmovi su se fokusirali na politički neopredijeljene policajce, kao u Bullitu (1968.), Francuskoj vezi (1971.) i Prljavom Harryju (1971.). To su bili prvi filmovi koji su predstavili automobilske potjere kao akcijske dijelove. Najistaknutiji akcijski glumci u tom razdoblju bili su Clint Eastwood (Prljavi Harry, 1971., Magnum Force, 1973., The Enforcer, 1976.), Steve McQueen (Pakleni toranj, 1974.), Charles Bronson (The Mechanic, 1972., Death Wish, 1974.) i Bruce Lee (Enter the Dragon, 1973.).
No, akcijski filmovi nisu postali dominantni u Hollywoodu sve do 1980-ih i 1990-ih, kad su ih popularizirali glumci kao što su Arnold Schwarzenegger, Bruce Willis i Sylvester Stallone, čiji se film Rambo iz 1982. smatra početkom modernog akcijskog filma. Film iz 1988., Umri muški, bio je posebno utjecajan na razvoj žanra u sljedećem desetljeću. U filmu, Bruce Willis glumi njujorškog detektiva koji nehotično postaje upleten u teroristički prepad na uredsku zgradu u Los Angelesu. Film je postavio obrazac za gomilu imitatora, kao što su filmovi Stevena Seagala (Pod opsadom, 1992. i Pod opsadom 2, 1995.) ili Harrisona Forda (Air Force One, 1997.), koji su koristili istu formulu u drugom okruženju.
Akcijski filmovi teže tome da budu skupi, zahtijevajući velike budžete za specijalne efekte i kaskaderske scene. Kao takvi, smatraju se uglavnom holivudskim žanrom, iako postoji priličan broj akcijskih filmova iz Hong Konga koji su u prvom redu moderne varijacije borilačkih filmova. Zbog tih korijena, hongkonški akcijski filmovi se obično usredotočuju na akrobatske vještine protagonista, dok američki akcijski filmovi uglavnom uključuju velike eksplozije i modernu tehnologiju.

## Trenutni trend
Današnji trendovi u zapadnim filmovima obuhvaćaju razvoj prema usavršenijim borilačkim scenama. Ovaj trend pojavio se pod utjecajem uspjeha akcijske kinematografije Hong Konga, i u Aziji i na zapadu. Elementi azijskih borilačkih vještina, kao što je kung fu, mogu se pronaći u brojnim ne-azijskim akcijskim filmovima. Danas se mogu razlikovati filmovi koji teže fizičkoj, žustroj borbi kao u filmu The Matrix, i oni koji teže nešto uobičajenijim konvencijama akcijskog filma, kao što su eksplozije i mnogo oružja, kao što je Nemoguća misija 3, iako mnogi akcijski filmovi obuhvaćaju i jedne i druge elemente.

## Podžanrovi
- Akcijska drama - Kombinira akcijske elemente s ozbiljnim temama, karakterizaciju i emocionalni naboj. Ovaj podžanr može se naći u samim počecima akcijskog filma. Treći čovjek Carola Reeda bila je nagrađivana preteča ovog podžanra. Serijal Francuska veza smatra se uskrsnućem ovog podžanra. Dobri primjeri su i Poroci Miamija i Vrućina Michaela Manna.
- Policajci kompići - Dva dijametralno suprotna policajca (ili neke varijacije tipa policjac i kriminalac) udružuju se kao glavni protagonisti. Najbolji primjeri su Gas do daske, Zločesti dečki, 48 sati, Smrtonosno oružje i Tango i Cash.
- Akcijska komedija - Kombinacija akcije i komedije obično temeljene na partnerima različitih karakteristika ili neobičnom okruženju. Akcijska komedija kao podžanr revitalizirala se s popularnošću serijala Smrtonosno oružje u osamdesetima i devedesetima. Dobri primjeri su i Zločesti dečki, Gas do daske i Policajac s Beverly Hillsa.
- Akcijski triler - Elementi akcije/pustolovine (automobilske potjere, pucnjave, eksplozije) i trilera (preokreti u priči, napetost, junak u opasnosti). Mnogi filmovi o Jamesu Bondu postali su klasici ovog popularnog podžanra kao i Smrtonosno oružje, Smrtonosno oružje 2, Smrtonosno oružje 3 i konačno Smrtonosno oružje 4. Kao dobar primjer može poslužiti i filmski serijal o Jasonu Bourneu s Mattom Damonom, Bourneov identitet, Bourneova nadmoć i Bourneov ultimatum.
- Pljačka - Protagonisti izvode pljačku, ili iz altruističnih namjera ili kao antijunaci. Film Samo jednom se živi, temeljen na pothvatima Bonnie i Clydea, bio je jedan od prvih primjera ovog podžanra. Od ostalih primjera, treba izdvojiti Dobar posao u Italiji, Vrućinu i Oceanovih jedanaest.
- Umri muški scenarij - Priča se odvija na zatvorenoj lokaciji - u zgradi ili vozilu - opkoljeni ili pod prijetnjom neprijateljskih agenata. Ovaj podžanr počeo je s filmom Umri muški, ali je postao popularan u Hollywoodu zbog odaziva publike i relativne jednostavnosti setova. Među filmovima koji su kopirali Umri muški formulu bili su Pod opsadom, John Q, Konačna odluka, Air Force One, Brzina, a po nekim mišljenjima čak i Titanic.
- SF akcija - Bilo koji od podžanrova akcijskog filma može biti smješten u SF okruženje. Ratovi zvijezda počeli su koristiti ovu kombinaciju akcije i futurističkog okruženja u sedamdesetima, po uzoru na serijale iz tridesetih i četrdesetih kao što je Flash Gordon. Eksplozija znanstveno-fantastičnih akcijskih filmova uslijedila je u osamdesetima i devedesetima s filmovima kao što su Peti element, The Matrix, Razbijač, Aliens i Serenity - Bitka za budućnost.
- Akcijski horor - Kao što je to slučaj sa SF akcijskim filmovima, bilo koji podžanr može se kombinirati s elementima horor filmova kako bi se stvorilo ono što je postalo samostalan popularni akcijski podžanr. Čudovišta, roboti i mnogi drugi elementi horora korišteni su u akcijskim filmovima. U osamdesetima su filmovi Aliens i Predator filmofile upoznali s potencijalnim hibridom znanstvene fantastike, akcije i horora koji je ostao popularan do današnjih dana.
- Cure s oružjem - Ovaj podžanr se fokusira na akcijske elemente, samo iz ženske perspektive. Neki od naslova iz ovog podžanra uključuju filmove Tomb Raider, Tražen i Charlijevi anđeli.

## Predstavnici akcijskog žanra

### Glumci
| - Antonio Banderas - Charles Bronson - Nicolas Cage - Jackie Chan - Sean Connery - Tom Cruise - Matt Damon - Vin Diesel - Michael Dudikoff - Clint Eastwood - Harrison Ford - Mel Gibson - Danny Glover - Tony Jaa - Bruce Lee - Jet Li - Dolph Lundgren - Chuck Norris | - Rajinikanth - Brad Pitt - Steve McQueen - Keanu Reeves - The Rock - Lee Marvin - Keanu Reeves - Kurt Russell - Arnold Schwarzenegger - Steven Seagal - Jean-Claude Van Damme - Wesley Snipes - Sylvester Stallone - Will Smith - Jason Statham - John Travolta - John Wayne - Bruce Willis - Chow Yun-Fat |

### Redatelji
| - James Cameron - John Woo - John Ford - Luc Besson - John McTiernan - Antoine Fuqua - Renny Harlin - F. Gary Gray - Louis Leterrier - Robert Rodriguez - Andrew Davis - Rob Cohen - John Sturges - Doug Liman | - Corey Yuen - Martin Campbell - Michael Bay - Clint Eastwood - Wolfgang Petersen - Tsui Hark - Paul Greengrass - Sam Peckinpah - Akira Kurosawa - Tony Scott - Ridley Scott - The Wachowskis - Sergio Leone - Sam Raimi - Ringo Lam |

### Producenti
- Jerry Bruckheimer
- Don Simpson
- Joel Silver
- Jerry Weintraub
- Bob Weinstein
- Harvey Weinstein
- Menahem Golan
- Yoram Globus
- Boaz Davidson
- Avi Lerner
- Moshe Diamant